# 牟岐川
牟岐川（むぎがわ）は、徳島県海部郡牟岐町を流れる二級河川。

## 地理
牟岐町西端のヤレヤレ峠付近を水源とし、牟岐町の中央を流れ太平洋へ注ぐ。牟岐町西又を流れることから、別名西又川とも呼ばれている。河口に牟岐港があり、下流は俗に大川という。
JR四国 牟岐線および国道55号は下流と支流の橘川沿いに通じる。牟岐川沿いに海部川中流に通じる徳島県道37号牟岐海南線が延びる。
流域には鍛冶屋谷山 (353.2m)、百々路山 (386.2m)、矢筈山 (800.6m) などの山々があり、河口付近では西側に瀬戸川、東川に東谷川が流れている。

## 流域の主な施設
- 牟岐町立牟岐中学校
- 牟岐町立牟岐小学校
- 牟岐町立河内小学校
- 牟岐町海の総合文化センター
- JR牟岐線牟岐駅
- 牟岐郵便局
- 牟岐町役場

## 支流
- 橘川
  - 喜来川
  - 辺川川
  - になぎ谷川
- はやま谷川